# Les Moëres
Les Moëres è un comune francese di 760 abitanti situato nel dipartimento del Nord nella regione dell'Alta Francia.
A Les Moëres c'è anche il punto più basso della Francia continentale, a -5 m s.l.m., mentre il punto più alto del centro abitato si trova comunque a -2 m s.l.m. 

## Società

### Evoluzione demografica
Abitanti censiti